# Балканбас
Балканбас е наименование на компания за въгледобив (със седалище в гр. Твърдица) и на района с находища на въглища, където тя работи и по който е наименувана.

## Басейн
Балканският каменовъглен басейн (съкратено Балканбас) е басейн с находища на черни въглища, разположен между градовете Габрово, Твърдица и Сливен.

## Компания
Минната компания „Балканбас“ включва рудниците: „Шешкин“, „Дивина“, „Чумерна“, „Качулка“, „Хаджи Димитър“, „Паисий“ и „Бояндол“ (мина „Балкан 2000“) с обща проектна мощност 500 000 т. годишно.
Разкриващите минни разработки са в сложни минно-геоложки условия съпътствани със значителен минен натиск, подземни води и интензивно метаноотделяне. В компанията има над 100 работещи. Дружествата, управляващи мините „Балканбас“, системно срещат затруднения и задължения.
През последните няколко години много от мините са закрити, въпреки че в тях все още има запаси на въглища. Проучвания са доказали, че в пояса от рудник „Паисий“ до „Качулка“ все още има необработени въглищни пластове. Там, където са били минните изработки, има леки прегради, а изходите са със стоманобетонни прегради или зидария от бетонни блокове, с цел да бъде възпрепятствано влизането на хора. Този процес е извършен преди няколко години.
Към началото на 2011 г. единственият работещ рудник от „Балканбас“ е рудник „Бояндол“ (известен още като „Мина Балкан 2000“), занимаващ се с пласмент на черни каменни въглища. Експлоатацията е затруднена заради сложните минно-геоложки условия, поради което себестойността на продукта е много висока. Добиваните там въглища се използват за производството на кокс в „Кремиковци“. Те са с калоричност 5000 – 6000 ккал, имат ниска влажност(3-6%) и сравнително ниско пепелно съдържание (около 30%).
Находището е тектонски нарушено, а през образувалите се гънки и разломи прониква вода. Когато дойде сезонът на обилните валежи, водата прониква през пукнатините, които са се образували, и наводнява резервоарите на рудниците. Днес, освен от пукнатините, тя прониква и през изоставените недобре укрепени комини.